# Toma di Mendatica dell'Alta Valle Arroscia
La Toma di Mendatica dell'Alta Valle Arroscia è un formaggio e prodotto tipico ligure. Rientra nell'elenco dei prodotti agroalimentari tradizionali italiani (PAT) del Ministero delle politiche agricole alimentari e forestali.

## Etimologia
Il formaggio prende il nome dal termine provenzale tuomo, che significa formella, ovvero lo stampo da cui prende la forma.

## Procedimento di produzione
Il latte vaccino, a volte unito al latte caprino, viene portato ad una temperatura di 37° e addizionato con caglio di vitello. La cagliata viene rotta manualmente fino a raggiungere le dimensioni di un chicco di riso. Il coagulo viene raccolto a mano dalla caldaia e sistemato a sgrondare nelle fascere di legno oppure su canovacci di tela per iniziare la pressatura, capovolgendo il formaggio diverse volte così da perdere il siero. La fase successiva prevede la salatura a secco con sale grosso o in salamoia. Successivamente le forme vengono lasciate a stagionare per circa quaranta giorni. Il prodotto finito si presenta di forma cilindrica o rettangolare, con diametro variabile da 15 a 45 cm. La pasta è semidura, di colore bianco o giallo pallido a seconda della stagionatura. La crosta è sottile, liscia e di colore paglierino. Il peso può variare da 0,8 a 7 kg. La produzione di questo formaggio, che avviene durante tutto l'anno, è a rischio a causa del progressivo abbandono delle aree montane da parte dei pochi produttori rimasti.

## Zone di produzione
Questo formaggio viene prodotto nell'alta Valle Arroscia, principalmente nella zona di Mendatica, nell'alta Val Roja e in altre zone dell'imperiese.

## Abbinamenti
Si può consumare da solo o accompagnato da pane casereccio. In cucina viene utilizzato principalmente per la preparazione della fràndura, tipica torta di patate, oltre ad altre ricette della zona. Si può abbinare a vini bianchi secchi come il Pigato, oppure a vini rossi morbidi come il Rossese di Dolceacqua.